# Katolická církev v Libanonu

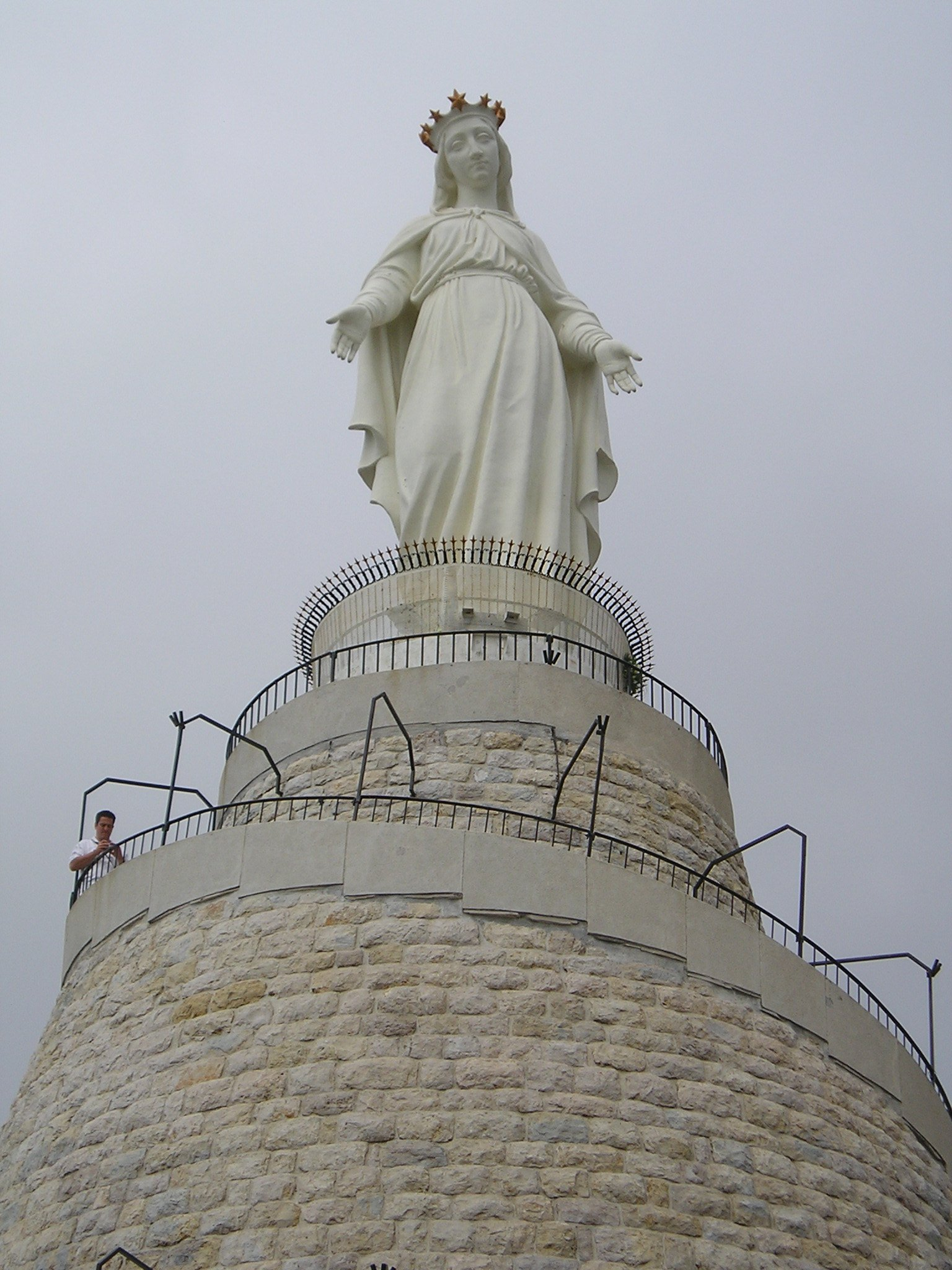
Socha Panny Marie Libanonské v Harisse (Džunija)

Katolická církev v Libanonu je soubor křesťanských společenství, která jsou v jednotě s římským biskupem. Většina katolíků patří k maronitům, významný podíl patří také řeckokatolickým melchitům. Jsou zde přítomni také věřících dalších východních katolických církví – Arménské, Chaldejské a Syrské – jakož i katolíci latinského obřadu.
Historicky byl Libanon většinově katolický, podle sčítání v roce 1932, tvořili křesťané 53 % obyvatel, většinou maronité, významný podíl měli též pravoslavní a melchitští řeckokatolíci. Od té doby podíl křesťanů v libanonské populaci klesá na úkor muslimů, důvodů je více: muslimové mají vyšší plodnost, mezi libanonskými emigranty je převaha křesťanů a Libanon je cílem velkého množství uprchlíků z okolních – většinově muslimských – zemí. Z důvodu poměrně napjatých mezináboženských vztahů se od roku 1932 nekonalo žádné sčítaní obyvatel a neoficiální statistiky se významně liší v odhadech náboženského složení libanonské populace, zpravidla podíl křesťanů kladou mezi 30 a 40 %. V každém případě je Libanon státem se zdaleka největším podílem východních katolíků na své populaci (na druhém místě se nachází Ukrajina se zhruba 10 %).
Politický systém Libanonu založený na náboženství zajišťuje katolíkům významný podíl na politické moci, prezident Libanonu je dle konvence vždy maronitský katolík a katolíkům podle Taífské dohody připadá 43 (z toho 34 maronitům, 8 melchitům a 1 arménským katolíkům) poslanců z celkových 128.

## Organizační struktura
- Římskokatolická církev má asi 15 000 věřících, kteří jsou sdruženi do Apoštolského vikariátu Bejrút
- Maronitská katolická církev:
  - Maronitská eparchie Joubbé (Džuba), Sarba a Jounieh (Džuníja): vlastní eparchie maronitského patriarchy
  - Archieparchie Antélias
  - Maronitská archieparchie bejrútská
  - Maronitská archieparchie tripoliská
  - Maronitská archieparchie tyrská
  - Maronitská eparchie Baalbek-Deir El-Ahmar
  - Maronitská eparchie Batrun
  - Maronitská eparchie Byblos (Džbeil)
  - Maronitská eparchie sidónská
  - Maronitská eparchie Zahlé
- Syrská katolická církev:
  - Syrská patriarchální eparchie Bejrút v Libanonu: vlastní eparchie (diecéze) patriarchy
- Melchitská řeckokatolická církev:
  - Melchitská archieparchie baalbecká
  - Melchitská metropolitní archieparchie bejrútsko-bybloská (Bejrút a Byblos-Džbajl)
  - Melchitská metropolitní archieparchie tyrská:
    - Melchitská archieparchie Banias
    - Melchitská archieparchie sidónská
    - Melchitská archieparchie tripoliská

  - Archieparchie Zahlé-Furzol
- Chaldejská katolická církev:
  - Chaldejská eparchie Bejrút
- Arménská katolická církev:
  - Arménská archieparchie Bejrút (Libanon), vlastní eparchie patriarchy

## Shromáždění ordinářů
Předsedy Shromáždění katolických patriarchů a biskupů v Libanonu byli: 
- kardinál Paul Pierre Méouchi (1970 - 1975)
- kardinál Antoine Pierre Khoraiche (1975 - 1985)
- biskup Ibrahim Hélou (1985 - 1986)
- kardinál Nasrallah Butrus Sfeir (1986 - 2011)
- kardinál Béchara Butrus Raï, od 2011

## Apoštolská nunciatura
Apoštolský Stolec je v Libanonu zastupován prostřednictvím apoštolské nunciatury, zřízené v roce 1947, který má sídlo v Bejrútu.